# Intro (álbum)
Intro - The Gift Recordings es un álbum recopilatorio de la banda Pulp. Contiene tres sencillos grabados por Gift Records y fue lanzado en octubre de 1993. La versión de "Babies" incluye la mezcla original lanzado como sencillo en 1992, la cual es diferente de la versión de 1994 que aparece en el álbum His 'n' Hers.

## Lista de canciones
1. "Space"
2. "O.U. (Gone, Gone)"
3. "Babies" (versión original)
4. "Styloroc (Nites of Suburbia)"
5. "Razzmatazz"
6. "Sheffield: Sex City"
7. "Stacks"
8. "Inside Susan"
9. "59, Lyndhurst Grove"

## Personal
- Jarvis Cocker - voz, guitarra
- Russell Senior - guitarra, violín
- Candida Doyle - teclados
- Steve Mackey - bajo
- Nick Banks - batería

- Datos: Q1941205